# Ми були брехунами (телесеріал)
«Ми були брехунами» (англ. We Were Liars) — американський психологічний трилер, заснований на однойменному романі 2014 року Е. Локгарт. Прем'єра відбулася на Prime Video на 18 червня 2025 року.

## Актори та персонажі
- Емілі Елін Лінд –Каденс Сінклер.
- Шубхам Махешварі — Гат Патіл.
- Естер Макгрегор – Міррен Сінклер.
- Джозеф Зада –Джонні Сінклер.
- Кейтлін Фіцджеральд — Пенні Сінклер, мати Каденс.
- Меймі Гаммер – Керрі Сінклер, матері Джонні.
- Кендіс Кінг – Бесс Сінклер, мати Міррен.
- Рахул Колі — Ед Патіл, партнер Керрі та дядько Ґета.
- Девід Морс – Гарріса Сінклера, Кеденс, Міррен та дідуся Джонні.
- Венді Крюсон – Тіппер Сінклер, Каденс, Міррен та бабусі Джонні.

## Виробництво

### Розробка
Бестселер молодіжного роману Е. Локгарт «Ми були брехунами» та його приквел « Сім'я брехунів » були придбані компаніями My So-Called Company та Universal Television у липні 2022 року. У грудні того ж року було оголошено, що Amazon MGM Studios розробляє телесеріал за мотивами роману, і проект отримав замовлення на серіал у березні 2023 року.
У березні 2024 року було оголошено, що Нзінга Стюарт режисуватиме перший епізод серіалу.

### Кастинг
1 квітня 2023 року на сторінці Локхарт в Instagram було опубліковано відкритий кастинг на чотири головні ролі серіалу. 30 травня 2024 року було оголошено, що Емілі Алін Лінд, Субхам Махешварі, Естер Макгрегор та Джозеф Зада отримали ролі Кеденс, Ґета, Міррен та Джонні відповідно.
Меймі Гаммер, Кейтлін Фіцджеральд та Кендіс Кінг були оголошені як учасниці акторського складу 5 березня 2024 року. Девід Морс, Аршер Алі та Венді Крюсон булл оголошено про приєднання акторського складу наприкінці травня 2024 року, але Алі був замінений Рахулом Колі наступного місяця.

### Зйомки
Основні зйомки розпочалися у червні 2024 року. Зйомки проходили у Новій Шотландії та були завершені до кінця вересня 2024 року.